# 아일랜드어 음운론

아일랜드어가 사용되는 지역을 표시한 지도.

아일랜드어 음운론(아일랜드어: fóineolaíocht na Gaeilge, 영어: The phonology of the Irish language)은 아일랜드 각지 방언마다 제각각이다. 표준 발음 같은 것도 없기 때문에, 본 문서에서는 대부분의 방언들에서 공통적으로 나타나는 현상 및 각 방언들 사이의 주요한 차이점에 초점을 맞추어 서술하도록 한다. 각 방언에 대한 구체적 담론은 다음 문서를 참조하기 바란다. 【얼스터 아일랜드어, 코노트 아일랜드어, 먼스터 아일랜드어】
아일랜드어의 음운론적 연구는 19세기 후반부터 시작되었으며, 숱한 연구자들이 아일랜드어가 사용되는 전 지역의 방언에 대한 공시적 해석을 내놓았다. 보다 최근에는 이론언어학자들도 아일랜드어 음운론에 관심을 가지고 많은 양의 서적, 문서, 논문을 생산하고 있다.
아일랜드어 음운론의 가장 중요한 특징 중 하나는, 거의 모든 자음이 쌍을 이루고 그 중 한 쪽은 ‘넓은’(broad) 발음을, 다른 한 쪽은 ‘좁은’(slender) 발음을 낸다는 것이다. 넓은 자음은 연구개음화, 즉, 자음이 발음될 때 혀뿌리가 뒤로 물러나면서 연구개 방향으로 살짝 올라간다. 한편 좁은 자음은 구개음화되는데, 발음할 때 혀가 앞으로 나오면서 경구개 쪽으로 들리게 된다. 넓은 연구개음과 좁은 구개음의 차이는 아일랜드어에서 아주 중요한 역할을 한다. 연구개 자음과 구개 자음의 차이는 자음 자체의 발음만 결정하는 것이 아니라 그 자음 옆에 있는 모음의 발음에까지 영향을 미치기 때문에, 넓은 자음을 발음해야 하는데 좁은 자음을 발음하거나 그 역의 경우 단어의 의미가 바뀔 수 있기 때문이다. 예컨대 ‘암소’를 의미하는 bó와 ‘살아있는’을 의미하는 beo는 전자의 b가 넓은 소리이고 후자의 b가 좁은 소리라는 것을 제외하면 발음상 차이점이 없다. 이 넓은/좁은 발음의 구분은 러시아어 등 슬라브 계통 언어에서 발견되는 거친/부드러운 발음과 유사하다.
아일랜드어는 가장 가까운 언어학적 친척인 스코틀랜드 게일어, 맨어와 여러 가지 음운론적 특징을 공유하며, 옆동네라 가까운 히베르노 영어와도 언어 접촉을 통한 유사점이 존재한다.

## 자음
아일랜드어의 방언은 대부분 다음 표에 나타낸 것과 같은 최소한의 음소를 갖추고 있다(발음 기호 해석을 위해서는 국제 음성 기호 문서 참조). 자음 /h/는 넓은 자음도 좁은 자음도 아니다.
|                |        | 순음 | 순음 | 설단음 | 설단음 | 설배음 | 설배음 | 성문음 |
| 넓은           | 좁은   | 넓은 | 좁은 | 좁은   | 넓은   |        |        | 성문음 |
| -------------- | ------ | ---- | ---- | ------ | ------ | ------ | ------ | ------ |
| 파열음         | 무성음 | pˠ   | pʲ   | t̪ˠ     | tʲ     | c      | k      |        |
| 파열음         | 유성음 | bˠ   | bʲ   | d̪ˠ     | dʲ     | ɟ      | ɡ      |        |
| 마찰음/ 접근음 | 무성음 | fˠ   | fʲ   | sˠ     | ʃ      | ç      | x      | h      |
| 마찰음/ 접근음 | 유성음 | w    | vʲ   |        |        | j      | ɣ      |        |
| 비강음         | 비강음 | mˠ   | mʲ   | n̪ˠ     | nʲ     | ɲ      | ŋ      |        |
| 탄음           | 탄음   |      |      | ɾˠ     | ɾʲ     |        |        |        |
| 설측음         | 설측음 |      |      | l̪ˠ     | lʲ     |        |        |        |

### 경과음
넓은(또는 연구개음화한) 자음이 전설 모음의 앞에 나오면 뚜렷한 연구개 경과음(모음과 유사한 매우 짧은 소리)이 발생한다. 입술을 둥글게 말지 않고 영어 w를 발음하는 것과 비슷한 소리라고 할 수 있다. 이 소리를 나타내는 국제음성기호는 [ɰ]이다. 고로 ‘아홉nine’을 의미하는 아일랜드어 naoi /n̪ˠiː/와 ‘수단, 방법way, manner’을 의미하는 아일랜드어 caoi /kiː/는 각각 느이[n̪ˠɰiː] 및 크이[kɰiː]로 발음된다. 이 연구개 경과음은 순음 뒤에 나올 시 순음화(w처럼 입술을 둥글게 발음)한다. 고로 ‘노란색yellow’을 의미하는 buí /bˠiː/는 부이[bˠwiː]로 발음된다.
이와 비슷하게, 좁은(또는 구개음화한) 자음이 후설 모음 앞에 나오면 경구개 경과음(영어의 y와 유사한 소리)이 발생한다. 예컨대 ‘두꺼운 thick’을 의미하는 아일랜드어 tiubha /tʲuː/은 트유[tʲjuː]로 발음된다.
넓은 자음이 전설 모음 뒤에 나오면 매우 짧은 모음 [ə̯](삽입 경과음이라고 한다)이 그 자음 바로 앞에 발생한다. 예컨대 ‘팔다sell’라는 뜻인 아일랜드어 díol /dʲiːl̪ˠ/는 디얼[dʲiːə̯l̪ˠ]로 발음한다. 좁은 자음이 후설 모음 뒤에 나오면 그 자음의 앞에 삽입 경과음 [i̯]이 발생한다. 예컨대 ‘장소place’를 의미하는 아일랜드어 áit /aːtʲ/는 아이트[aːi̯tʲ]로 발음하고, ‘음주의drinking’(소유격)라는 뜻인 아일랜드어 óil /oːlʲ/는 오일[oːi̯lʲ]로 발음하고, ‘이해understanding’(理解)라는 뜻인 아일랜드어 meabhair /mʲəuɾʲ/는 머우이르[mʲəui̯ɾʲ]로 발음하고, ‘우리에게 to us’라는 의미의 아일랜드어 dúinn /d̪ˠuːn̠ʲ/는 두인[d̪ˠuːi̯n̠ʲ]으로 발음한다.

### 이음
/w/는 기본적인 이음 두 개를 가진다. 양순 연구개 접근음 [w]와 연구개음화한 유성 순치 마찰음 [vˠ]가 그것이다. 이 이음의 분포는 방언마다 제각각 다르다. 먼스터에서는 일반적으로 [vˠ]로 발음되고, 얼스터에서는 일반적으로 [w]로 발음된다. 코노트에서는 모음 바로 앞에 나오면 [w]로 발음되고(e.g. ‘있다, 이다is’를 의미하는 bhfuil [wɪlʲ]) 다른 위치에서는 [vˠ]로 발음된다(e.g. ‘성스러운holy’이라는 뜻의 naomh [n̪ˠiːvˠ], ‘가을autumn’이라는 뜻의 fómhar [ˈfˠuːvˠəɾˠ], ‘서두르는hurried’이라는 뜻의 bhrostaigh [ˈvˠɾˠɔsˠt̪ˠə]).

### 공명음
고대 게일어에서는 공명음(철자 l n r m)이 넓은/좁은 개념뿐 아니라 경음/연음 개념으로도 분류된다. 이 개념의 엄밀한 음성적 정의는 다소 불분명하지만, 추측하건대 설단 경음(철자 l n r)은 연음에 비해 음절 길이가 더 길고 혀와 구개가 접촉하는 면적도 더 넓었을 것이다. 경음 m의 발음은 [m], 연음 m의 발음은 비음화된 반모음 [w̃]였고, 구개음화되었을 때는 비음화된 마찰음 [ṽ] 또는 [β̃]로 발음되는 경향이 있었을 것으로 추측된다. 관례상 설단 경음은 대문자 ⟨L N R⟩로, 연음은 소문자 ⟨l n r⟩로 표기한다(다만 Stifter 등 일부 저자는 경음은 라틴 문자 ⟨l n r m⟩로, 연음은 그리스 문자 ⟨λ ν ρ μ⟩로 표기한다). 고로 고대 게일어에는 R음화 음소 네 개/Rˠ, Rʲ, rˠ, rʲ/, 설측 음소 네 개/Lˠ, Lʲ, lˠ, lʲ/, 설단 비강 음소 네 개/Nˠ, Nʲ, nˠ, nʲ/가 있는 것이 된다. 고대 게일어에서 음소가 모음들 사이에 있거나, 모음의 뒤이자 단어 맨 끝이면 공명 경음과 공명 연음은 서로 대비된다. 예컨대, ‘그가 깎는다he shears’를 의미하는 berraid /bʲeRˠɨðʲ/와 ‘그가 운반할 수도 있다he may carry’라는 의미의 beraid /bʲerˠɨðʲ/, ‘개암나무hazel’를 의미하는 coll /koLˠ/와 ‘죄sin’를 의미하는 col /kolˠ/, ‘말뚝stake’을 의미하는 sonn /sˠoNˠ/과 ‘소리sound’를 의미하는 son /sˠonˠ/ 들이 이렇게 서로 대비되는 쌍이다.
| 고대 게일어                       | 얼스터 방언 | 얼스터 방언 | 코노트 방언 | 코노트 방언 | 코노트 방언 | 먼스터 방언 | 먼스터 방언                           |
| 고대 게일어                       | 로스고일    | 글란터      | 메이요      | 코니마러    | 아란        | 딩글 반도   | 웨스트머스케리                        |
| --------------------------------- | ----------- | ----------- | ----------- | ----------- | ----------- | ----------- | ------------------------------------- |
| Rˠ                                | ɾˠ          | ɾˠ          | ɾˠ          | ɾˠ          | ɾˠ          | ɾˠ          | ɾˠ                                    |
| rˠ                                | ɾˠ          | ɾˠ          | ɾˠ          | ɾˠ          | ɾˠ          | ɾˠ          | ɾˠ                                    |
| Rʲ                                | ɾˠ          | ɾˠ          | ɾˠ          | ɾˠ          | ɾˠ          | ɾˠ          | ɾˠ                                    |
| rʲ                                | ɾʲ          | ɾʲ          | ɾʲ          | ɾʲ          | ɾʲ          | ɾʲ          | ɾʲ                                    |
| Lˠ                                | l̪ˠ          | l̪ˠ          | l̪ˠ          | l̪ˠ          | l̪ˠ          | l̪ˠ          | l̪ˠ                                    |
| lˠ                                | l̪ˠ          | lˠ          | lˠ          | l̪ˠ          | l           | l̪ˠ          | l̪ˠ                                    |
| lʲ                                | l           | lʲ          | lʲ          | lʲ          | l           | lʲ          | lʲ                                    |
| Lʲ                                | l̠ʲ          | l̠ʲ          | l̠ʲ          | l̠ʲ          | l̠ʲ          | lʲ          | lʲ                                    |
| Nˠ                                | n̪ˠ          | n̪ˠ          | n̪ˠ          | n̪ˠ          | n̪ˠ          | n̪ˠ          | n̪ˠ                                    |
| nˠ                                | n̪ˠ          | nˠ          | nˠ          | n̪ˠ          | n           | n̪ˠ          | n̪ˠ                                    |
| nʲ                                | n           | nʲ          | nʲ          | nʲ          | n           | nʲ          | nʲ                                    |
| Nʲ                                | n̠ʲ          | n̠ʲ          | n̠ʲ          | n̠ʲ          | n̠ʲ          | nʲ          | nʲ (단어 맨 앞에서) ɲ (그 외 다른 곳) |
| 주석: l̠ʲ와 n̠ʲ는 치경구개자음이다. |             |             |             |             |             |             |                                       |

## 모음
모음 발음은 방언마다 제각각이다. 하지만 코노트 아일랜드어와 먼스터 아일랜드어는 대체적인 공통점을 가지고 있는데, 다음과 같다.
- 단모음 /iː/, /ɪ/, /uː/, /ʊ/, /eː/, /ɛ/, /oː/, /ɔ/, /a/, /aː/을 가진다.
- 중성모음 (/ə/)을 가지되, 강세가 없는 음절에서만 나타난다.
- 말끝이 낮아지는 이중모음 /əi/, /əu/, /iə/, /uə/을 가진다.

얼스터 아일랜드어 모음은 여기서 상당히 일탈해 있기 때문에, 해당 문서를 참조하라.

### 모음 전후
모음의 전후(혀의 최고점의 수평 위치)는 인접한 자음의 강약(전술했다시피 연구개음인지 구개음인지)에 의해 대부분 결정된다. 일부 연구자들(e.g. Ó Siadhail, Wigger, Ní Chiosáin)은 [ɪ]와 [ʊ]가 사실은 같은 음소의 이음에 불과하고, [ɛ]와 [ɔ]의 관계도 그러하다고 주장한다. 이 견해에 따르면, 이 음소들은 전설모음이나 후설모음 같은 추상적 단계로 확실히 결정되는 것이 아니다. 오히려 그 주위에 있는 자음들에 의해 전설인지 후설인지 결정된다는 것이다. 하지만 본 문서에서는 /ɪ, ʊ, ɛ, ɔ/가 서로 별개의 음소라는 보다 전통적인 이론을 따르도록 한다. 이음에 대한 본 단락의 서술은 Ó Sé의 하버드 논문을 기초로 하고, 때문에 본 단락에서 서술된 발음 내용은 딩글 반도의 먼스터 말씨를 반영한다. 별도의 언급이 없는 한, 먼스터의 다른 지역과 코노트의 말씨 역시 이와 유사하다.

#### 협모음
아일랜드어의 협모음은 완전 협모음 /iː/와 /uː/, 그리고 근협모음 /ɪ/와 /ʊ/로 네 개이다. 이 네 모음의 정확한 발음은 주위 자음의 특성에 따라 결정된다.
/iː/는 좁은 자음 두 개 사이에 있으면 전설모음으로 발음된다(e.g. ‘국가country’를 의미하는 아일랜드어 tír [tʲiːrʲ]). 좁은 자음과 넓은 자음 사이에 있으면, 혀가 이 위치에서 뒤로 들어가서 국제음성기호상으로 [i̠ː]가 된다(e.g. ‘판매sale’를 의미하는 díol [dʲi̠ːl̪ˠ], ‘산딸기의berry’(소유격)를 의미하는 caoire [ki̠ːɾʲə]). 넓은 자음 두 개 사이에 있으면, 혀가 더더욱 뒤로 들어가서 거의 중설모음이 되어버린다. 국제음성기호상으로는 [ïː]에 해당한다(e.g. ‘양sheep’을 의미하는 아일랜드어 caora [kïːɾˠə]).
/uː/는 넓은 자음 두 개 사이에 있으면 완전 후설모음 [uː]로 발음된다(e.g. ‘요새fort’를 의미하는 dún [d̪ˠuːn̪ˠ]). 넓은 자음과 좁은 자음 사이에 있으면 혀가 약간 앞으로 나와서 [u̟ː]가 된다(e.g. ‘세 사람three people’을 의미하는 triúr [tʲɾʲu̟ːɾˠ], ‘눈eye’을 의미하는 súil [sˠu̟ːlʲ]). 좁은 자음 두 개 사이에 있으면 혀가 한층 앞으로 나와서 거의 중설모음이 되는데, 국제음성부호로는 [üː]이다(e.g. ‘조용한quiet’을 의미하는 ciúin [cüːnʲ]).

아일랜드어의 협모음 이음.

근협모음 /ɪ/와 /ʊ/는 유사한 패턴을 보인다. /ɪ/는 좁은 자음 두 개 사이에 있으면 전설모음 [i̞]로 나타난다(e.g. ‘집house’(여격)을 의미하는 tigh [tʲi̞ɟ]). 좁은 자음의 뒤이면서 동시에 넓은 자음의 앞에 있으면 근전설모음 [ɪ]로 발음된다(e.g. ‘평화piece’를 의미하는 giota [ˈɟɪt̪ˠə]). 반대로 넓은 자음의 뒤이면사 좁은 자음의 앞에 있으면 혀가 뒤로 들어가서 [ɪ̈]가 된다(e.g. ‘understands’를 의미하는 tuigeann [ˈt̪ˠɪ̈ɟən̪ˠ]). 마지막으로, 넓은 자음 두 개 사이에 있으면 전설모음 [ɨ̞]로 발음된다(e.g. ‘짠 맛의salty’라는 의미의goirt [ɡɨ̞ɾˠtʲ]).
/ʊ/는 인접 자음이 모두 넓은 자음이라면 근후설모음 [ʊ]로 발음되고(e.g. ‘검은black’을 의미하는 dubh [d̪ˠʊvˠ]), 좁은 자음 뒤에 나오면 중설모음화되어 [ʊ̟]로 발음된다(e.g. ‘넝마조각rag’을 의미하는 giobal [ˈɟʊ̟bˠəl̪ˠ]).

#### 중모음

아일랜드어의 중모음 이음.

반협 장모음 /eː/와 /oː/의 실현은 주위 자음의 성질에 따라 달라진다.
/eː/는 좁은 자음 두 개 사이에 있으면 [eː]로 발음되고(e.g. ‘소리치다yell’라는 의미의 béic [bʲeːc]), 넓은 자음과 좁은 자음 사이에 있으면 중모음화되어 [ëː]로 발음되고(e.g. ‘부르다call’라는 의미의 glaoigh [ɡl̪ˠëːɟ]), 넓은 자음 두 개 사이에 있으면 더욱 중모음화되어 [ɛ̝̈ː]로 발음된다(e.g. ‘위험danger’을 의미하는 baol [bˠɛ̝̈ːl̪ˠ]).
/oː/는 넓은 자음 두 개 사이에 있으면 후설모음 [oː]로 발음된다(e.g. ‘잔디turf’를 의미하는 fód [fˠoːd̪ˠ]). 또한 넓은 자음과 좁은 자음 사이에 있을 때는 앞으로 조금 나와서 [o̟ː]로 발음되고(e.g. ‘잔디의turf’(소유격)를 의미하는 fóid [fˠo̟ːdʲ]), 좁은 자음 두 개 사이에 있으면 전설모음화되어 [öː]로 발음된다(e.g. ‘음악의music’(소유격)을 의미하는 ceoil [cöːlʲ]).
반광 단모음 역시 주위 환경에 따라 발음이 변한다.
단모음 /ɛ/는 좁은 자음 두 개 사이에 있으면 전설모음 [ɛ̝]로 발음되고,(e.g. ‘그러할 것이다will be’라는 의미의 beidh [bʲɛ̝ɟ]) 넓은 자음과 좁은 자음 사이에 있으면 혀가 뒤로 들어가서 [ɛ̝̈]로 발음되고(e.g. ‘나는 그러할 것이다I will be’라는 의미의 bead [bʲɛ̝̈d̪ˠ], ‘-했다was’라는 의미의 raibh [ɾˠɛ̝̈vʲ]), 인접한 자음이 넓은 자음 뿐일 때는 중설모음 [ɘ̞]로 발음된다(e.g. ‘십자가에cross’(여격)라는 의미의 croich [kɾˠɘ̞]).
단모음 /ɔ/은 넓은 자음 두 개 사이에 있으면 보통 후설모음 [ɔ̝]로 발음되지만(e.g. ‘돌stone’이라는 의미의 cloch [kl̪ˠɔ̝x]), 비강자음 또는 순자음과 인접하면 중설모음화되어 [ö]로 발음된다(e.g. ‘거기there’라는 의미의 ansan [ən̪ˠˈsˠön̪ˠ], ‘부드러운soft’이라는 의미의 bog [bˠöɡ]). 넓은 자음과 좁은 자음 사이에 있으면 보다 광모음화하여 [ɔ̝̈]로 발음된다(e.g. ‘학교school’를 의미하는 scoil [skɔ̝̈lʲ], ‘마시다drink’를 의미하는 deoch [dʲɔ̝̈x])
강세가 없는 /ə/는 경구개음(좁은 모음)과 인접하면 반협 근전설모음 [ɪ]응로 발음되고(e.g. ‘장창pike’을 의미하는 píce [ˈpʲiːcɪ]), 다른 좁은 모음도 옆에 붙으면 중설 중모음화하여 [ɪ̽]가 된다(e.g. ‘소금물salt water’을 의미하는 sáile [ˈsˠaːlʲɪ̽]). 넓은 모음들과 인접하면 보통 중설 중모음 [ə]로 발음되지만(e.g. ‘정보information’를 의미하는 eolas [ˈoːl̪ˠəsˠ]), 바로 앞의 음절에 후설 협모음 /uː, ʊ/ 중 하나가 포함되어 있으면 중설모음화된 후설 중모음 [ʊ̽]로 발음된다(e.g. ‘폐쇄closing’를 의미하는 dúnadh [ˈd̪ˠuːn̪ˠʊ̽], ‘돼지들pigs’을 의미하는 muca [ˈmˠʊkʊ̽]).

### 비모음
일반적으로 아일랜드어의 모음은 비강자음과 인접하면 비음화한다. 일부 발화자들에서는 비모음과 구강모음 사이에 최소 대립쌍이 발견된다. 이것은 주로 아주 옛날에 비음화된 반모음 [w̃](역사적으로 거슬러 올라가면 연음화된 /m/)에서 나타나는 현상으로, 아일랜드어에서 비모음도 독립된 하나의 음소라는 것을 알 수 있다. 그러나 현대의 그 어느 방언에서도 이 대조성은 뚜렷하게 남아있지 않다. 대부분의 출판저작물에 따르면, 현재 이런 비모음은 일부 (보통 연배가 있는) 발화자들만 사용하고 있을 뿐이다. 잠재적 최소 대립쌍을 다음 표에 나타냈다.
| 비모음  | 비모음     | 비모음                                                         | 구강모음 | 구강모음   | 구강모음                        |
| 철자    | 발음       | 해석                                                           | 철자     | 발음       | 해석                            |
| ------- | ---------- | -------------------------------------------------------------- | -------- | ---------- | ------------------------------- |
| amhras  | [ˈə̃ũɾˠəsˠ] | ‘의심doubt’                                                    | abhras   | [ˈəuɾˠəsˠ] | 실타래doubt                     |
| áth     | [ãː]       | ‘여울ford’                                                     | ádh      | [aː]       | 행운luck                        |
| comhair | [kõːɾʲ]    | (os comhair로 구를 이루어 ‘앞에, 반대쪽in front of, opposite’) | cóir     | [koːɾʲ]    | ‘정확히, 올바른just, righteous’ |
| cumha   | [kũː]      | ‘비애sorrow’                                                   | cú       | [kuː]      | ‘사냥개hound’                   |
| deimhis | [dʲĩːʃ]    | ‘가위 한 짝pairs of shears’                                    | dís      | [dʲiːʃ]    | ‘두 사람two people’             |
| fómhair | [fˠõːɾʲ]   | ‘가을의autumn’(소유격)                                         | fóir     | [fˠoːɾʲ]   | ‘경계, 한계boundary, limit’     |
| lámha   | [l̪ˠãː]     | ‘손hands’                                                      | lá       | [l̪ˠaː]     | ‘낮day’                         |
| lámhach | [l̪ˠãːx]    | ‘사격shooting’                                                 | lách     | [l̪ˠaːx]    | ‘관대한generous’                |
| nimhe   | [nʲĩː]     | ‘독의poison’(소유격)                                           | ní       | [nʲiː]     | ‘세탁washing’                   |
| rámha   | [ɾˠãː]     | ‘노의oar’(소유격)                                              | rá       | [ɾˠaː]     | ‘격언saying’                    |

덧붙여, 모음이 비강자음과 인접하여 비음화되었는데, 그 자음이 비음이 아니게 되었을 경우, 일반적으로 모음은 비음화 상태를 유지한다. 예컨대, ‘어머니mother’를 의미하는 아일랜드어 máthair [ˈmãːhəɾʲ]의 비음 /m/은 ‘그의 어머니his mother’라는 의미의 구절 a mháthair [ə ˈwãːhəɾʲ]에서 비음이 아닌 /w/로 대체된다. 하지만 모음은 비음화된 그대로다. 이와 유사하게, ‘눈snow’을 의미하는 sneachta [ˈʃnʲãxt̪ˠə]를 보면 /nʲ/ 뒤에 오는 모음이 비음화하는데, 이때 북부 지방 일각의 방언에서는 ‘눈의the snow’(소유격)를 의미하는 an tsneachta [ə ˈtʲɾʲãxt̪ˠə]에서 /nʲ/이 /ɾʲ/로 대체되지만 모음은 비음화된 그대로 남는다.

## 음소 배열
아일랜드어 음소배열론에서 가장 흥미로운 특징은 자음군의 양태에 관한 것이다. 자음군이 단어의 처음 부분에 나오는 경우와 모음의 바로 뒤에 나오는 경우가 있는데, 두 경우의 교집합이 존재하긴 하지만 이 둘을 구분하는 것은 매우 중요하다.

## /x/에 관하여
무성 연구개 마찰음 흐/x/는 아일랜드어에서 ch로 철자된다. 이 음소는 많은 아일랜드어 방언에서 발견되는 몇 가지 특이한 패턴과 관련이 있다. 우선 한 가지는, 이것이 모음 ㅏ/a/ 뒤에 위치하면 단모음의 변칙적 성질을 촉발시킨다는 것이다. 또 다른 한 가지는, 흐/x/ 및 그것이 구개음화된(즉, 좁은 자음인) /ç/가 무성 성문 마찰음 /h/와 다양한 형태로 상호작용하며 어떤 때는 통째로 탈락되기도 하는 점이다.

## 주해
- 아일랜드어 철자법 문서 참조 바람.

1. ↑  Pronounced as if spelled guirt

## 참고 자료
- Bloch-Rozmej, Anna (1998), Elements Interactions in Phonology: A Study in Connemara Irish, Ph.D. dissertation, Catholic University of Lublin, ISBN 83-228-0641-8
- Breatnach, Risteard B. (1947), The Irish of Ring, Co. Waterford, Dublin Institute for Advanced Studies, ISBN 0-901282-50-2
- Carnie, Andrew (2002), "A note on diphthongization before tense sonorants in Irish: An articulatory explanation", Journal of Celtic Linguistics 7: 129–48
- Cyran, Eugeniusz (1997), Resonance Elements in Phonology: A Study in Munster Irish, Ph.D. dissertation, Catholic University of Lublin, ISBN 83-86239-41-7
- de Bhaldraithe, Tomás (1966), The Irish of Cois Fhairrge, Co. Galway (2nd ed.), Dublin Institute for Advanced Studies, ISBN 0-901282-51-0
- de Búrca, Seán (1958), The Irish of Tourmakeady, Co. Mayo, Dublin Institute for Advanced Studies, ISBN 0-901282-49-9
- Dillon, Myles (1973), "Vestiges of the Irish dialect of East Mayo", Celtica 10: 15–21
- Evans, Emrys (1969), "The Irish dialect of Urris, Inishowen, Co. Donegal", Lochlann 4: 1–130
- Finck, Franz Nikolaus (1899), Die araner mundart, Marburg: N. G. Elwert (독일어)
- Green, Antony (1997), The Prosodic Structure of Irish, Scots Gaelic, and Manx 보관됨 2007-11-04 - 웨이백 머신, Ph.D. dissertation, Cornell University, retrieved 2009-01-21
- Hamilton, John Noel (1974), A Phonetic Study of the Irish of Tory Island, County Donegal, Queen's University Belfast
- Hughes, A. J. (1986), The Gaelic of Tangaveane and Commeen, County Donegal, Ph.D. dissertation, Queen's University Belfast
- Hughes, Art (1994), "Gaeilge Uladh", in Kim McCone, Damian McManus, Cathal Ó Háinle, Nicholas Williams, and Liam Breatnach, Stair na Gaeilge in ómós do Pádraig Ó Fiannachta, Maynooth: Department of Old Irish, St. Patrick's College, pp. 611–60, ISBN 0-901519-90-1 (아일랜드어)
- Lavin, T. J. (1957), "Notes on the Irish of East Mayo: 1", Éigse 8: 309–21
- Lucas, Leslie W. (1979), Grammar of Ros Goill Irish, County Donegal, Queen's University of Belfast
- McCone, Kim (1994), "An tSean-Ghaeilge agus a réamhstair", in Kim McCone, Damian McManus, Cathal Ó Háinle, Nicholas Williams, and Liam Breatnach, Stair na Gaeilge in ómós do Pádraig Ó Fiannachta, Maynooth: Department of Old Irish, St. Patrick's College, pp. 61–219, ISBN 0-901519-90-1 (아일랜드어)
- Mhac an Fhailigh, Éamonn (1968), The Irish of Erris, Co. Mayo, Dublin Institute for Advanced Studies, ISBN 0-901282-02-2
- Ní Chasaide, Ailbhe (1999), "Irish", Handbook of the International Phonetic Association, Cambridge University Press, pp. 111–16, ISBN 0-521-63751-1, retrieved 2009-01-21
- Ní Chiosáin, Máire (1991), Topics in the Phonology of Irish, Ph.D. dissertation, University of Massachusetts Amherst
- Ní Chiosáin, Máire (1994), "Vowel features and underspecification: Evidence from Irish", in W. U. Dressler, M. Prinzhorn, and J. R. Rennison, Phonologica 1992: Proceedings of the 7th International Phonology Meeting, Krems, Austria, Turin: Rosenberg & Sellier, pp. 157–64, ISBN 88-7011-611-5
- Ní Chiosáin, Máire (1999), "Syllables and phonotactics in Irish", in H. van der Hulst and N. A. Ritter, The syllable: Views and facts, Berlin: Mouton de Gruyter, pp. 551–75, ISBN 3-11-016274-1, retrieved 2009-01-21
- Ó Baoill, Dónall P. (1996), An Teanga Bheo: Gaeilge Uladh, Dublin: Institiúid Teangeolaíochta Éireann, ISBN 0-946452-85-7
- Ó Cuív, Brian (1944), The Irish of West Muskerry, Co. Cork, Dublin Institute for Advanced Studies, ISBN 0-901282-52-9
- Ó Curnáin, Brian (1996), Aspects of the Irish of Iorras Aithneach, Co. Galway, Ph.D. dissertation, University College Dublin
- Ó Dochartaigh, Cathair (1987), Dialects of Ulster Irish, Belfast: Institute of Irish Studies, Queen's University of Belfast, ISBN 0-85389-296-2
- O'Rahilly, T. F. (1932), Irish Dialects Past and Present, Dublin: Browne & Nolan. Reprinted 1972 by the Dublin Institute for Advanced Studies, ISBN 0-901282-55-3.
- Ó Sé, Diarmuid (2000), Gaeilge Chorca Dhuibhne, Dublin: Institiúid Teangeolaíochta Éireann, ISBN 0-946452-97-0 (아일랜드어)
- Ó Searcaigh, Séamus (1925), Foghraidheacht Ghaedhilge an Tuaiscirt, Belfast: Browne & Nolan (아일랜드어)
- Ó Siadhail, Mícheál (1989), Modern Irish: Grammatical structure and dialectal variation, Cambridge University Press, ISBN 0-521-37147-3, retrieved 2009-01-21
- Ó Siadhail, Mícheál; Wigger, Arndt (1975), Córas fuaimeanna na Gaeilge, Dublin Institute for Advanced Studies, ISBN 0-901282-64-2 (아일랜드어)
- Pedersen, Holger (1909), Vergleichende Grammatik der keltischen Sprachen, Göttingen: Vandenhoeck & Ruprecht, ISBN 3-525-26119-5 (독일어)
- Quiggin, E. C. (1906), A Dialect of Donegal: Being the Speech of Meenawannia in the Parish of Glenties, Cambridge University Press
- Quin, E. G. (1975), Old-Irish Workbook, Dublin: Royal Irish Academy, ISBN 0-901714-08-9
- Sjoestedt, M.-L. (1931), Phonétique d'un parler irlandais de Kerry, Paris: Leroux (프랑스어)
- Sommerfelt, Alf (1922), The Dialect of Torr, Co. Donegal, Kristiania: Brøggers
- Sommerfelt, Alf (1927), "Munster vowels and consonants", Proceedings of the Royal Irish Academy (Sec. C, Archaeology, Linguistic, and Literature) 37: 195–244
- Sommerfelt, Alf (1929), "South Armagh Irish", Norsk Tidsskrift for Sprogvidenskap 2: 107–91
- Sommerfelt, Alf (1965), "The phonemic structure of the dialect of Torr, Co. Donegal", Lochlann 3: 237–54
- Stifter, David (2006), Sengoídelc: Old Irish for Beginners, Syracuse University Press, ISBN 0-8156-3072-7
- Sutton, Laurel (1993), "'Palatal' consonants in spoken Irish", UC Berkeley Working Papers in Linguistics 1: 164–86
- Wagner, Heinrich (1959), Gaeilge Theilinn, Dublin Institute for Advanced Studies, ISBN 1-85500-055-5 (아일랜드어)
- Wells, J. C. (1982), Accents of English 2: The British Isles, Cambridge University Press, ISBN 0-521-28540-2, retrieved 2009-01-21